# الکساندرا آرائوجو
الکساندرا آرائوجو (پرتغالی: Alexandra Araújo؛ زادهٔ ۷ ژوئیه ۱۹۷۲) بازیکن واترپلو اهل ایتالیا زاده برزیل است.
وی همچنین برندهٔ جوایزی همچون نشان شایستگی از جمهوری ایتالیا شده‌است.
وی در مسابقات کشوری و بین‌المللی در مجموع برندهٔ ۴ مدال طلا، ۱ مدال نقره، ۱ مدال برنز شده‌است.